# Pleurothallis cypelligera
Pleurothallis cypelligera är en orkidéart som beskrevs av Carlyle August Luer och Alexander Charles Hirtz. Pleurothallis cypelligera ingår i släktet Pleurothallis och familjen orkidéer.
Artens utbredningsområde är Ecuador. Inga underarter finns listade i Catalogue of Life.